# Revolutionsarchitektur

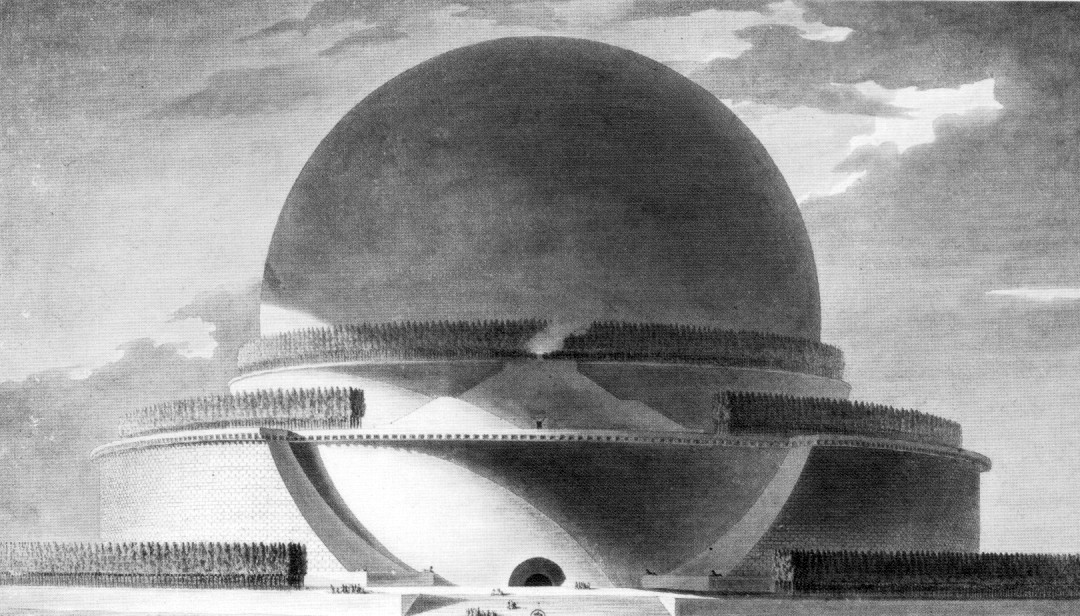
Étienne-Louis Boullée: Kenotaph für Isaac Newton, Entwurf, 1784

Der Begriff Revolutionsarchitektur bezeichnet eine Entwicklungsphase des Klassizismus, die Zeit des ausgehenden 18. Jahrhunderts insbesondere in Frankreich. Das Wort hat zwar Eingang in die Fachsprache gefunden, ist aber nicht eindeutig und daher umstritten. Oft wird der Begriff nur für einen speziellen Aspekt der damaligen Architektur benutzt, für eine Reihe von utopischen Entwürfen, von denen fast nichts gebaut wurde. Andere Kunsthistoriker bezeichnen damit auch die Hauptströmung der Zeit, also jene Bauten, die tatsächlich realisiert wurden; sie stammten zum Teil von denselben Architekten wie die utopischen Pläne. Um den Sachverhalt deutlicher zu machen, werden in diesem Artikel die Hilfsbegriffe reale und utopische Revolutionsarchitektur verwendet.
Mittels der Konnotation der Revolutionsarchitektur wird die Megalomanie, hier als Immensité bezeichnet, aber auch das Moment einer architécture parlante, einer sprechenden Architektur, nach Antonio Hernandez charakterisiert. Die Entwicklung vom Absolutismus zur Aufklärung, von der höfischen zur bürgerlichen Architektur und deren Gesellschaften, scheint auf einen Manierismus hinzuweisen, der für ablösende Zeiten, hier vom Spätbarock zum Klassizismus, als sogenannte Revolutionsarchitektur offensichtlich wird.

## Die reale Revolutionsarchitektur

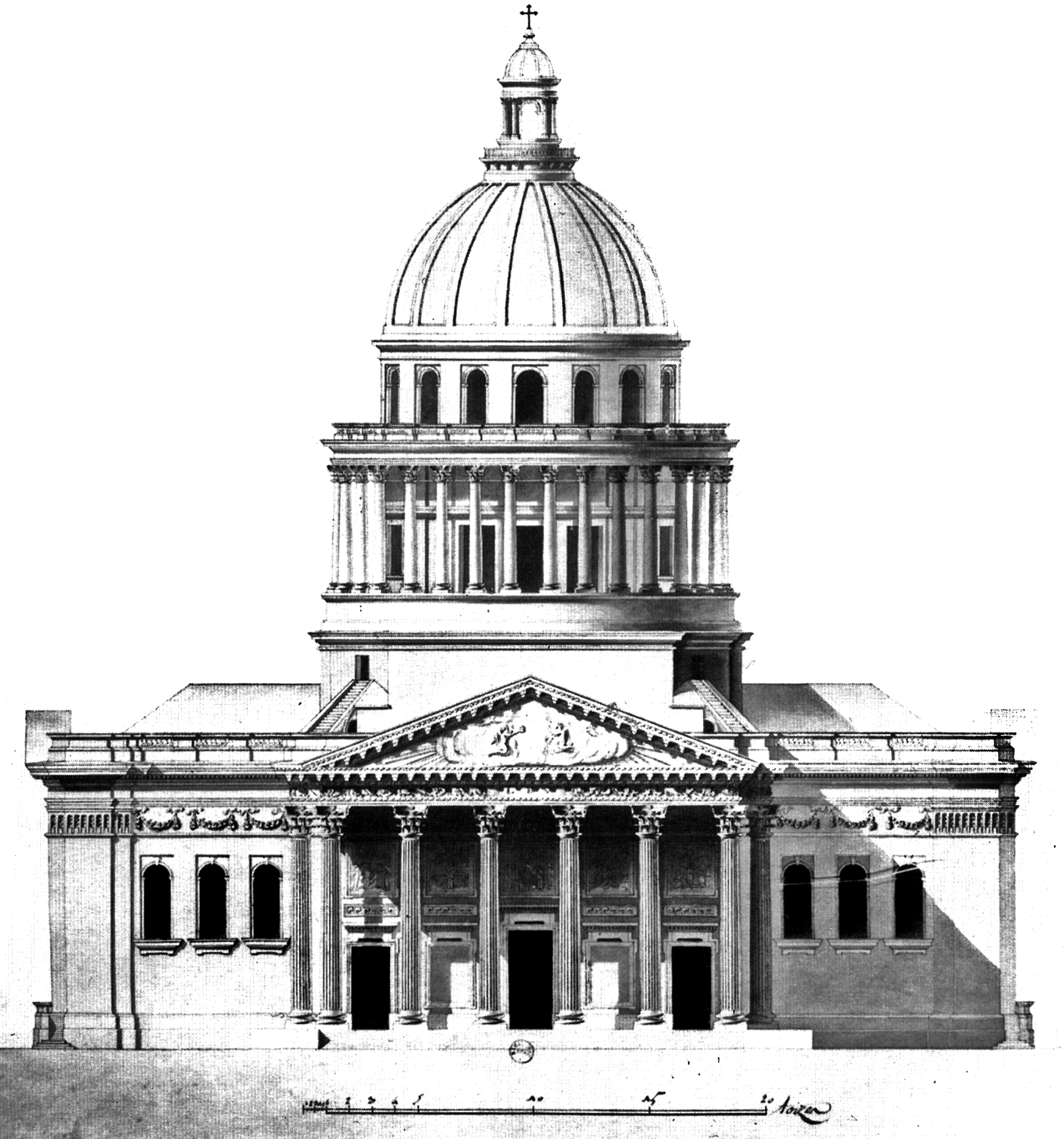
Das Panthéon in Paris

Einen brauchbaren Überblick über die Entwicklung der Architektur in der zweiten Hälfte des 18. Jahrhunderts bietet die lange Planungs- und Baugeschichte des Panthéon in Paris. Es gilt als repräsentatives Beispiel der Revolutionsarchitektur in der allgemeineren Bedeutung des Wortes. 1755 erhielt der Architekt Jacques-Germain Soufflot den Auftrag zum Neubau der Pariser Kloster- und Wallfahrtskirche Ste-Geneviève. Er plante ein reich geschmücktes, spätbarockes Bauwerk mit großen Fensterflächen. Im Lauf der Zeit wurde dieses Konzept verändert, der Schmuck auf eher zurückhaltende Motive antiken Ursprungs beschränkt, generell ein einfacherer Ausdruck angestrebt. Nachdem am 4. April 1791 die ehemalige Kirche zur nationalen Ruhmeshalle erklärt worden war, zum „Panthéon des Grands Hommes“, nahm der Architekt Quatremère de Quincy weitere Änderungen am Baukörper vor. Er ließ Fenster zumauern und dekorative Elemente entfernen, verstärkte also die zuvor begonnene Entwicklung. Geschlossenheit und eindrucksvolles Volumen des Baukörpers waren damals die Zielvorstellungen klassizistischer Architektur.
Ähnliche Entwicklungen und Ergebnisse finden sich nicht nur unter Sakral- oder Immediatbauten, sondern auch bei Privat- und Nutzbauten wie den Stadtpalais wohlhabender Auftraggeber, Theaterbauten in Paris und großen Provinzstädten, einigen vor- bzw. frühindustriellen Anlagen. In der Regel werden Bauwerke dieser Art als „klassizistisch“ bezeichnet. Zuweilen wird jedoch die klassizistische Architektur der Zeit um 1800 auch „Revolutionsarchitektur“ genannt, ein missverständlicher Begriff, denn die beschriebene Entwicklung hatte zwar deutlich veränderte, aber keine revolutionär neue Formen hervorgebracht. Und auch einen direkten Zusammenhang zwischen der Französischen Revolution und dieser Architektur hat es nicht gegeben, das zeigt schon ein Blick auf die Entstehungsdaten der Bauten. Sie wurden fast ausschließlich unter dem Ancien Régime errichtet – also vor 1789 – und durchaus nicht in Opposition zur absolutistischen Herrschaft.
Allerdings waren sie im Zeitalter der Aufklärung entstanden, einer Zeit der allmählichen Abkehr von höfischem Prunk und Zeremoniell, einer Zeit, die auf den Umbruch zusteuerte. Die Gedankenwelt der Aufklärung mit ihrer Betonung der Vernunft hatte ihre ästhetische Entsprechung im Verzicht auf überladene Schmuckformen, wie sie in Barock und Rokoko üblich waren. Historische Anregungen fanden die Architekten bei den Italienern Andrea Palladio und Giovanni Battista Piranesi, wandelten aber deren Ideen zu noch stärker sachlicher und monumentaler Wirkung und deutlicher Betonung einfacher Grundformen ab. So wurden auch in der wirklich gebauten Architektur, obwohl in deutlich abgeschwächter Form, die gleichen Tendenzen sichtbar wie in der utopischen Revolutionsarchitektur, die zwar erdacht und gezeichnet, aber kaum jemals realisiert werden konnte.

## Die utopische Revolutionsarchitektur
In der engeren Fassung des Begriffs versteht man unter Revolutionsarchitektur also eine visionäre Baukunst, die in der Regel nur in tatsächlich völlig neuartigen Entwürfen existierte und daher kaum Aussicht hatte, realisiert zu werden. Dazu trug eine Übersteigerung in oft monumentale Größenverhältnisse bei; als Leitbegriff diente das Wort Immensité (Unermesslichkeit).
Als Inspiration dienten Kupferstiche Giovanni Battista Piranesis von Monumentalbauten in Rom, beispielsweise der Engelsburg. Bauten dieser Dimensionen waren damals weder finanzierbar noch waren sie bautechnisch zu bewältigen. Der österreichische Kunsthistoriker Emil Kaufmann sprach in einer Untersuchung von 1933 von „autonomer Architektur“, hier der ins Außerordentliche überhöhten Variante des Klassizismus.
Im Allgemeinen werden drei Architekten als bedeutendste Vertreter der utopischen Revolutionsarchitektur genannt: Claude-Nicolas Ledoux, Étienne-Louis Boullée und Jean-Jacques Lequeu. Einerseits waren sie an der allgemeinen Entwicklung der Architektur ihrer Zeit wesentlich beteiligt (das trifft insbesondere für Ledoux und Boullée zu), andererseits entwickelten sie Vorstellungen, die weit darüber hinausgingen.
Ledoux war ein begehrter Architekt für private und öffentliche Bauvorhaben. Er entwarf in Paris eine Reihe von Stadtpalais, bei denen er die neuen Tendenzen klassizistischen Bauens erfolgreich anwandte. Das gilt auch für seine ab 1784 entstandenen Wachhäuser (pavillons) in der Zollmauer um Paris, Kombinationen einfacher Raumkörper, verbunden mit Elementen der Antike und der Renaissance. Schon zwischen 1775 und 1779 entstand die Königliche Saline in Arc-et-Senans. Die Ergänzung der halbkreisförmig angelegten Betriebsgebäude zum Vollkreis und die erst Jahrzehnte später erdachte ideale Stadtanlage „Chaux“, die sich als Ring um die Saline gruppieren sollte, konnten nicht mehr realisiert werden. Ledoux entwarf aber auch utopische, weitgehend abstrahierte Bauformen unter dem neu entwickelten Leitbild der architecture parlante, dem sich auch Boullée und Lequeu verpflichtet fühlten. Diese „sprechende Architektur“ sollte ihren Zweck möglichst erkennbar ausdrücken. Entwurfsbeispiele für diese Ideen sind: ein Haus aus konzentrischen Kreisen, das wahlweise als Atelierhaus oder als Werkstatt zur Herstellung von Fassreifen bezeichnet wird; das Kugelhaus eines Gärtners; das Wohnhaus der Flussinspektoren in Form eines liegenden Zylinders, durch den ein Wasserlauf hindurchgeleitet wurde; die hermetische Festung des Gefängnisses von Aix-en-Provence.
Boullée hatte anfangs ebenfalls erfolgreich Gebrauchsarchitektur für private Auftraggeber geschaffen. Als Theoretiker und Lehrer an der École Nationale des Ponts et Chaussées (von 1778 bis 1788) entwickelte er dann den unverkennbaren, abstrakten Stil seiner utopischen Entwürfe, die meist konsequenter und spektakulärer waren als die entsprechenden Ideen Ledoux’. Für öffentliche Gebäude plante er Baukörper aus nahezu reinen stereometrischen Formen, oft in monumentalen Abmessungen. In seinem Entwurf für eine Nationalbibliothek von 1785 besteht der Außenbau aus einem kaum gegliederten Kubus; der Lesesaal wird von einem gewaltigen Tonnengewölbe überspannt. Sein bekanntestes Projekt ist das Kenotaph (allgemein: ein Grabdenkmal für einen berühmten Toten, der an dieser Stelle nicht bestattet ist) für den großen englischen Wissenschaftler Isaac Newton. Die 150 m hohe Kugel symbolisiert die Sphäre des Universums, im Inneren wird durch Perforation der Kugeloberfläche der Sternenhimmel simuliert – ein Höhepunkt der architecture parlante und der utopischen Revolutionsarchitektur und ihr bekanntestes Sinnbild. Beide Entwürfe sind eng verbunden mit zentralen Motiven der Aufklärung.
Lequeu wandte das Prinzip der sprechenden Architektur direkter an als seine beiden bedeutenderen Kollegen. Projekte wie das mit Tierköpfen geschmückte Tor zu einem Jagdrevier oder ein Kuhstall in Form eines riesigen Rindes hatten einen eher bizarren Anstrich als den Charakter ernsthafter Architektur. Mit dieser unmittelbaren, plakativen Auffassung der architecture parlante blieb Lequeu eine Randfigur im Architekturgeschehen der Zeit.

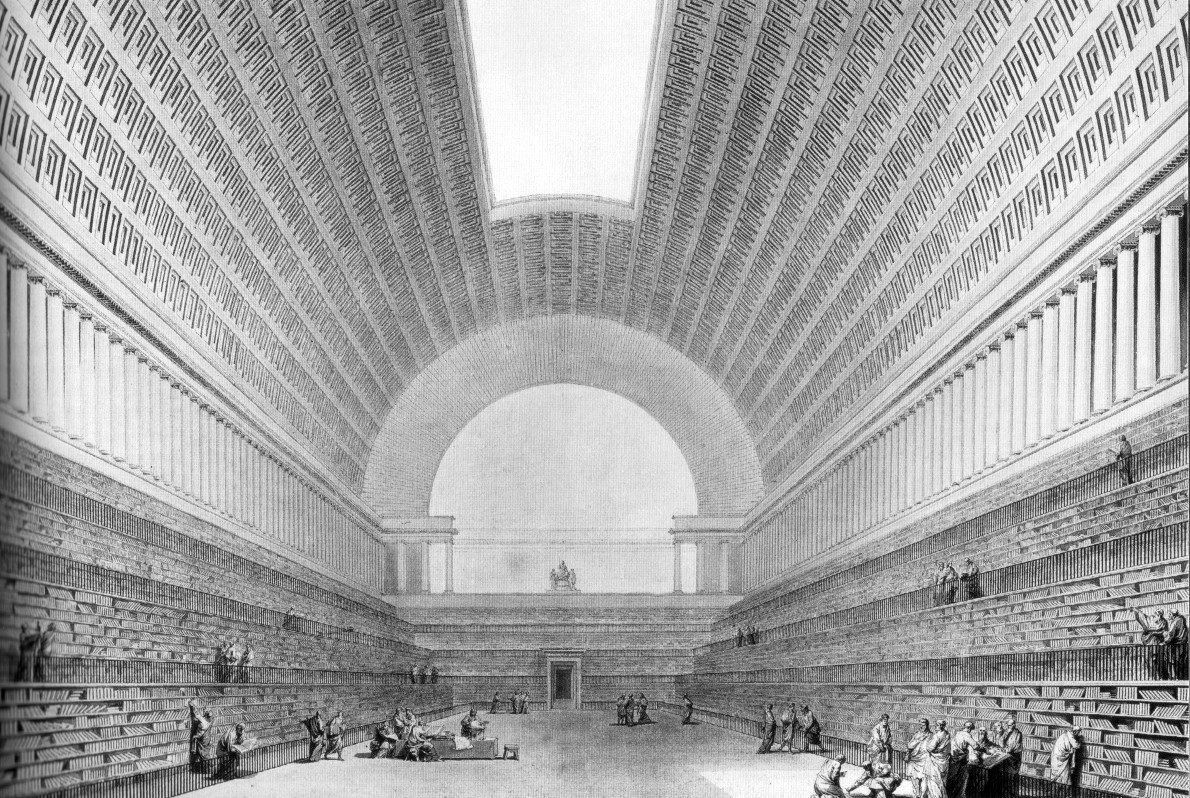
Boullée: Lesesaal der Nationalbibliothek, Entwurf
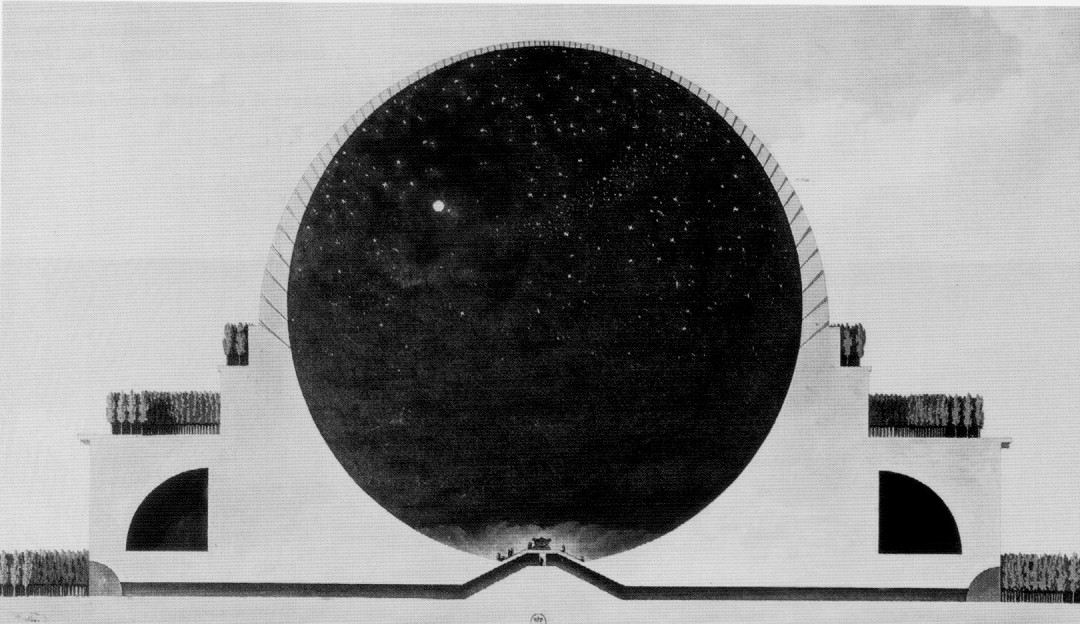
Boullée: Kenotaph für Isaac Newton, Entwurf. Querschnitt
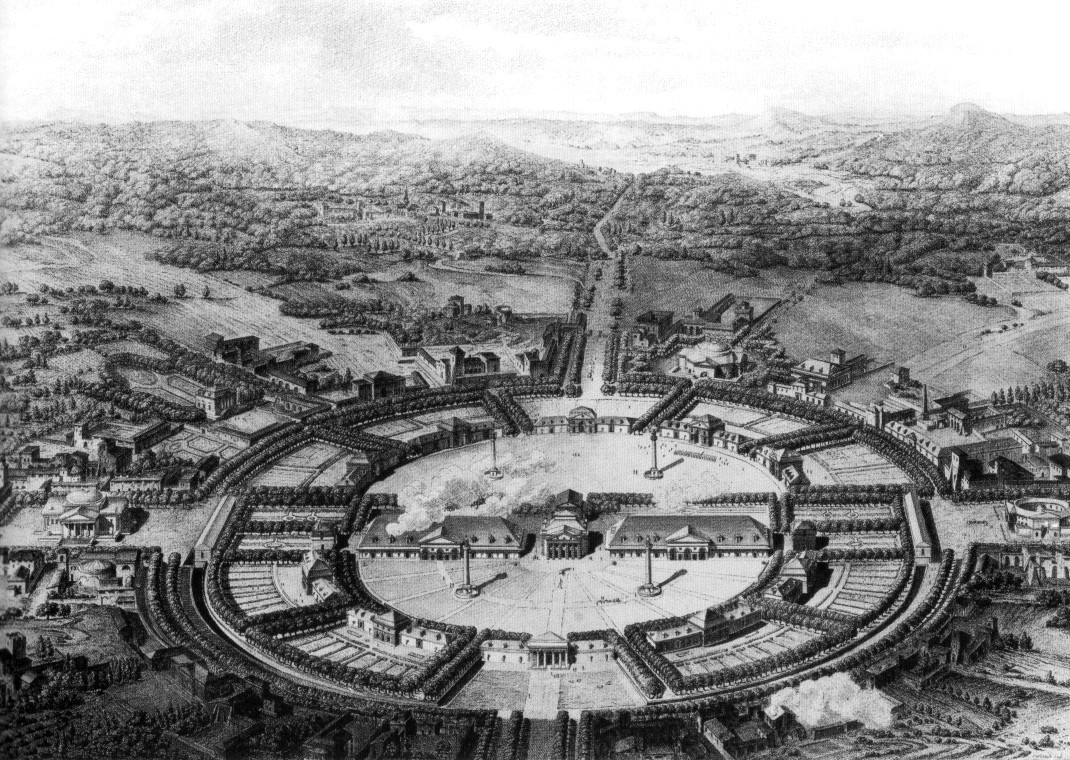
Ledoux: Die ideale Stadt Chaux, Entwurf
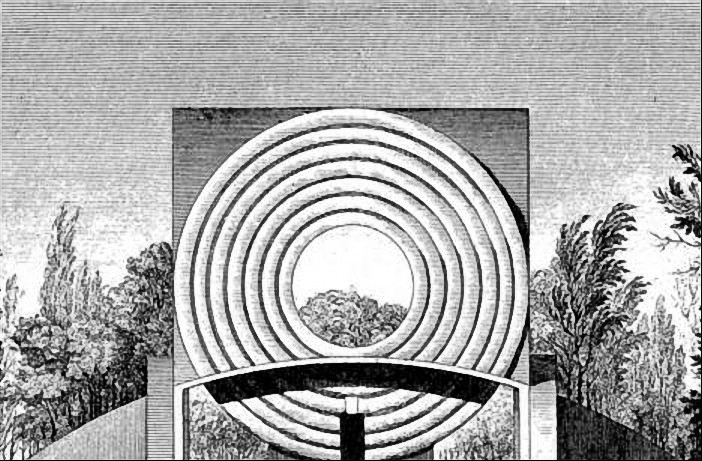
Ledoux: „Haus der Kreise“, Entwurf
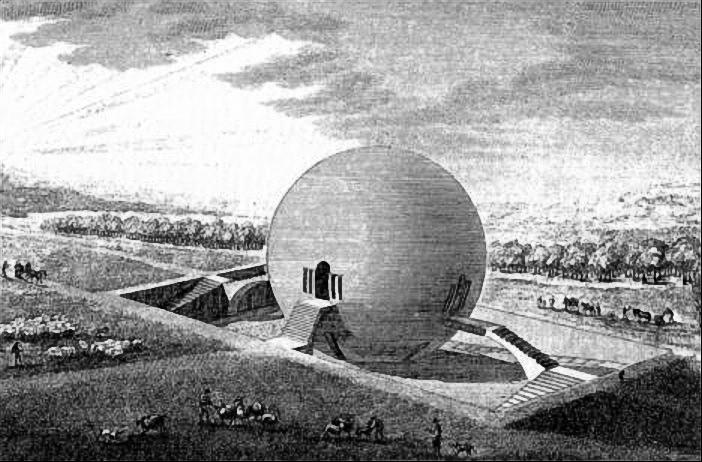
Ledoux: Haus des Gärtners, Entwurf
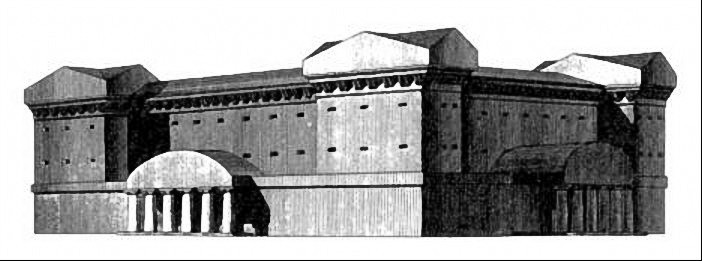
Ledoux: Gefängnis in Aix-en-Provence, Entwurf
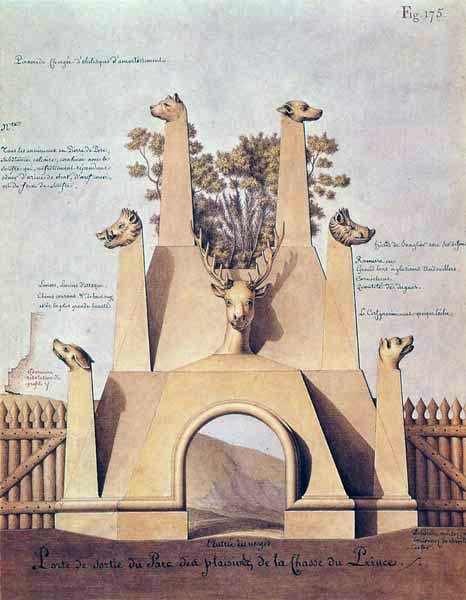
Lequeu: Entwurf für das Tor eines Jagdgeländes
Vorherr: Friedhof in Sargform – Grundriss Alter Südlicher Friedhof München 1818

## Wirkungen und Parallelen
Die „gemäßigt“ progressive „reale Revolutionsarchitektur“ hatte erkennbare Auswirkungen auf die Architektur der folgenden Jahrzehnte in Europa. In Deutschland waren zum Beispiel neben Karl Friedrich Schinkel der junge preußische Architekt Friedrich Gilly, der Münchner Architekt Gustav Vorherr und der Badener Baudirektor Friedrich Weinbrenner davon beeinflusst, in England John Soane, der Erbauer der „Bank of England“, in Russland Adrian Sacharow. Der dänische Architekt Christian Frederik Hansen arbeitete 1784–1804 in Altona.
Für die extremen Projekte der utopischen Revolutionsarchitektur finden sich erst in der Architektur des 20. und 21. Jahrhunderts Entsprechungen. Die schmuckverliebten Epochen der Gründerzeit- und Jugendstilarchitektur waren Vergangenheit, Bauhaus und Neue Sachlichkeit hatten die Grundlagen modernen Bauens formuliert, die Bautechnik hatte gewaltige Fortschritte gemacht – nun entstanden groß dimensionierte Glasquader, Kugelhäuser, Zylinder und Pyramiden, die in geometrischer Schlichtheit und funktionaler Strenge an die Visionen Ledoux’ und Boullées erinnern. Dies hatte neben der Architektur einzelner Bauwerke auch Auswirkung auf Entwürfe für ganze Städte, wie z. B. bei Le Corbusier. Auch die städtebaulichen Visionen der Architektur im Nationalsozialismus, insbesondere der Umbau von Berlin zur Welthauptstadt Germania von Albert Speer sowie auch das geplante Führermuseum Linz, dürften hiervon mit beeinflusst worden sein. Das Gauforum Weimar ist das einzige als Gauforum geplante Projekt, welches weitgehend realisiert wurde und auch den Zweiten Weltkrieg überdauert hatte.
Der Baustoff Beton ist wegen der vielfältigen formgestalterischen Möglichkeiten hierbei von herausragender Bedeutung. Viele spätere großformatige Architekturentwürfe waren nur damit zu realisieren.